# Heinz Wiese (Journalist)
Heinz Wiese (* 16. September 1927 in Magdeburg) ist ein deutscher Journalist und ehemaliger Chefredakteur der Volksstimme.

## Leben
Heinz Wiese wurde 1927 als Sohn eines Arbeiters in Magdeburg geboren. Er besuchte die Volks- und Berufsschule und wurde nach einer kaufmännischen Ausbildung 1944 zum Reichsarbeitsdienst und zur Wehrmacht eingezogen. Nach Ende des Zweiten Weltkrieges war er bis 1948 Expedient in der Spedition Rudolph & Sohn in Magdeburg. Danach wurde er Jugend- bzw. Gebietssekretär der Industriegewerkschaft Transport des FDGB in Magdeburg und besuchte anschließend 1953 die Zentralschule des ZK der SED in Ballenstedt.
Von 1953 bis 1959 war er Redaktions- bzw. Abteilungsleiter und Mitglied des Redaktionskollegiums des SED-Bezirksorgans Volksstimme in Magdeburg und legte währenddessen 1957 seine Redakteursprüfung ab. Von 1959 bis 1962 studierte er an der Parteihochschule „Karl Marx“ und schloss als Diplom-Gesellschaftswissenschaftler ab. 1962 wurde er stellvertretender Chefredakteur und 1969 bis 1989 Chefredakteur der Volksstimme nach Herbert Kopietz. Nach der Wende in der DDR wählte das Redaktionskollegium der Volksstimme im Januar 1990 mit Karl-Heinz Schwarzkopf seinen Nachfolger.

## Mitgliedschaften
- 1969–1989 Mitglied der SED-Bezirksleitung Magdeburg
- 1972 Mitglied des Präsidiums des VDJ, Vorsitzender des VDJ-Bezirksverbandes Magdeburg

## Auszeichnungen
- 1978: Journalistenpreis des FDGB für das Kollektiv unter Chefredakteur Heinz Wiese[2]